# Gobiodon oculolineatus
Gobiodon oculolineatus là một loài cá biển thuộc chi Gobiodon trong họ Cá bống trắng. Loài này được mô tả lần đầu tiên vào năm 1979.

## Từ nguyên
Từ định danh oculolineatus được ghép bởi hai âm tiết trong tiếng Latinh: ocula (“đôi mắt”) và lineatus (“có sọc”), hàm ý đề cập đến hai sọc dọc màu xanh lam nằm ngay dưới mắt của loài cá này.

## Phân bố và môi trường sống
Mẫu gốc của G. oculolineatus ban đầu được thu thập từ quần đảo Hoàng Sa của Việt Nam, sau đó được ghi nhận thêm tại quần đảo Ogasawara và quần đảo Ryukyu (Nhật Bản). G. oculolineatus sống cộng sinh với san hô nhánh.

## Mô tả
Chiều dài lớn nhất được ghi nhận ở G. oculolineatus là 3,5 cm.

## Phân loại
G. oculolineatus là loài chị em gần nhất với Gobiodon irregularis (Duchene và cộng sự gọi G. irregularis là G. sp.1 trước khi được mô tả).